# Tituboea carmelica
Tituboea carmelica is een keversoort uit de familie bladkevers (Chrysomelidae). De wetenschappelijke naam van de soort werd in 2001 gepubliceerd door Lopatin & Chikatunov.